# Цетилпіридинію хлорид
Цетилпіридинію хлорид (CPC) є катіонною сполукою четвертинного амонію, що наявний у складі деяких типів розчинів для полоскання рота, зубних паст, пастилок, спреїв для горла і назальних спреїв. Це антисептик, який вбиває бактерії, грибки та інші мікроорганізми. Є ефективним при лікуванні запальних захворювань ротової порожнини та горла а також для зниження рівня гінгівіту.